# スヘルデプライス
スヘルデプライス（Scheldeprijs）は、例年4月中旬にベルギーのアントウェルペン州で開催される、自転車競技・ロードレースのワンデーレース。スヘルデプレイスとカナ表記されることもある。
当レースには別名がいくつか存在した。フロト・スヘルデプライス（Grote Scheldeprijs）、グランプリ・ド・レスコー（Grand Prix de l'Escaut）と呼ばれる他、スヘルデプライス・フラーンデレン（Scheldeprijs Vlaanderen）という俗称もあり、この俗称は、日本の自転車競技雑誌、Webでもよく使用されていた。
フランスのエーヌ県を源流とし、ベルギー、オランダを経由して北海へと流入するスヘルデ川にちなんで名づけられ、1907年に創設された。スヘルデ川はフランス語でエスコー川と呼ばれることから、上記のグランプリ・ド・レスコーの名称でも親しまれている。
当レースは、フランデレン地域で行われている最古のロードレースでもある。アントウェルペンをスタートし、スホテンをゴールとする、全行程155km程度の距離で、1300～3000m程度の石畳が7つ設定されているが、全般的に平坦部分がほとんどで、スプリンター向けのレースとなっている。現在はUCIプロシリーズのレースである。

## 歴代優勝者
- 2025年  ティム・メルリール（英語版）
- 2024年  ティム・メルリール（英語版）
- 2023年  ヤスペル・フィリプセン
- 2022年  アレクサンダー・クリストフ
- 2021年  ヤスペル・フィリプセン
- 2020年  カレブ・ユアン
- 2019年  ファビオ・ヤコブセン
- 2018年  ファビオ・ヤコブセン
- 2017年  マルセル・キッテル
- 2016年  マルセル・キッテル
- 2015年  アレクサンダー・クリストフ
- 2014年  マルセル・キッテル
- 2013年  マルセル・キッテル
- 2012年  マルセル・キッテル
- 2011年  マーク・カヴェンディッシュ
- 2010年  タイラー・ファーラー
- 2009年  アレサンドロ・ペタッキ
- 2008年  マーク・カヴェンディッシュ
- 2007年  マーク・カヴェンディッシュ
- 2006年  トム・ボーネン
- 2005年  トルウァルト・フェネベルフ
- 2004年  トム・ボーネン
- 2003年  リュドヴィック・カペル
- 2002年  ロビー・マキュアン
- 2001年  エンドリオ・レオーニ
- 2000年  エンドリオ・レオーニ
- 1999年  イェルン・ブライレヴェンス
- 1998年  セルヴァイス・クナーヴェン
- 1997年  エリック・ツァベル
- 1996年  フランク・ファンデンブルック
- 1995年  ロッサーノ・ブラージ
- 1994年  ペーター・ファンペテヘム
- 1993年  マリオ・チポッリーニ
- 1992年  ウィルフリート・ネリセン
- 1991年  マリオ・チポッリーニ
- 1990年  ヨン・タレン
- 1989年  ジャンマリー・ワンペル
- 1988年  ヤンパウル・ファンポッペル
- 1987年  エティアンヌ・デウィルデ
- 1986年  ヤンパウル・ファンポッペル
- 1985年  アドリ・ファンデルプール
- 1984年  リュド・ペータース
- 1983年  ヤン・ボハールト
- 1982年  リュド・スヒュルヘルス
- 1981年  アト・ワイナンドス
- 1980年  リュド・ペータース
- 1979年  ダニエル・ウィレムス

- 1978年  ディートリヒ・テュラウ
- 1977年  マルク・ドメイエ
- 1976  フラン・フェルベーク
- 1975  ロナルト・デウィット
- 1974  マルク・ドメイエ
- 1973  フレディ・マルテンス
- 1972  エディ・メルクス
- 1971  ギュスターフ・ファンロースブルック
- 1970  ロジェ・デフラミンク
- 1969  ワルテル・ホデフロート
- 1968  エドワルト・セルス
- 1967  ポール・イントフェン
- 1966  ジョセフ・スプリュイ
- 1965  ウィリー・ファンニツェン
- 1964  ヨス・フヴェナールス
- 1963  ピート・ウリブラント
- 1962  ピート・ウリブラント
- 1961  レイモン・フラッケン
- 1960  ピート・ウリブラント
- 1959  ウィリー・ビュツェン
- 1958  レイモン・フラッケン
- 1957  リック・ファン・ローイ
- 1956  リック・ファン・ローイ
- 1955  ブリーク・スホット
- 1954  ロジェ・デコック
- 1953  ハンス・デッケルス
- 1952  ロジェ・デコック
- 1951  エルネスト・ステルクス
- 1950  アンドレ・ピータース
- 1949  ロジェ・ドコルト
- 1948  アシユ・ビュイス
- 1947  ルネ・メルテンス
- 1946  スタン・オケルス
- 1945  フラン・クナープケンス
- 1944  エロワ・ミューレンベルフ
- 1943  ロド・ビュスホプス
- 1942  スタン・オケルス
- 1940-1941 中止
- 1939  アシユ・ビュイス
- 1938  アントワーヌ・ディニェフ
- 1937  シルヴァン・フリソル
- 1936  マルセル・ファンスヒル
- 1935  ジェラール・ロンク
- 1934  レオン・トミエ
- 1933  フランデル・オルマン
- 1932  ホデフリート・デフォフト

- 1931  ホデフリート・デフォフト
- 1930  デニス・フェルスヒュエレン
- 1929  ジョセフ・ワウテルス
- 1928  ジェフ・デルヴァース
- 1927  ジョルジュ・ロンス
- 1926  ジェフ・デルヴァース
- 1925  カレル・ファンハセル
- 1924  ルネ・フェルマンデル
- 1923  エミール・トレムベーク
- 1922  フローラン・ファンデンベルフ
- 1921  ルネ・フェルマンデル
- 1920  ヴィクトル・レナールス
- 1919  イジドール・メルシャン
- 1915年-1918年 中止
- 1914  ジャック・オクタブ
- 1913  ジョセフ・ファンウェッテル
- 1912  ジョセフ・ファンウェッテル
- 1911  フローラン・リュイクス
- 1910  フローラン・リュイクス
- 1909  ファン・パレイス
- 1908  アドリーン・クランスケンス
- 1907  モリス・ルテュルギ